# Шиноби-зуе
Шиноби зуе (на японски: 忍び杖) представлява куха тояга, във вътрешността на която се намира навита бойна верига с тежест накрая. Обикновено било основното оръжие на Нинджа, когато той се превъплъщавал в ролите на Комусо (странстващ монах) или Сюкко (будиски свещеник). По време на схватка веригата изненадващо се изхвърляла към противника с цел неговото поразяване или оплитане. Шиноби зуе се използвала и като помощно средство за катерене при преодоляване на високи препятствия. Умалената разновидност на тази тояга във вид на безобидна бамбукова пръчка се казвала Шиноби кай (на японски: 忍び櫂) (Шпионска раковина).